# Chods
Die Chods (russisch Ходзь) ist ein linker Nebenfluss der Laba im Nord-Kaukasus.
Sie hat ihren Ursprung in der Region Krasnodar. Sie fließt in nördlicher Richtung und erreicht kurz vor ihrer Mündung die Republik Adygeja.
Ihre Länge beträgt 88 km, ihr Einzugsgebiet umfasst 1250 km².
Im Oberlauf gibt es Wasserfälle.